# Chirala
Chirala es una ciudad y  municipio situada en el distrito de Prakasam en el estado de Andhra Pradesh (India). Su población es de 92949 habitantes (2011). Se encuentra a 91 km de Vijayawada y a 297 km de Hyderabad. 

## Demografía
Según el censo de 2011 la población de Chirala era de 92949 habitantes, de los cuales 45747 eran hombres y 47195 eran mujeres. Chirala tiene una tasa media de alfabetización del 79,33%, superior a la media estatal del 67,02%. 